# Pierrerue (Alpy Górnej Prowansji)
Pierrerue – miejscowość i gmina we Francji, w regionie Prowansja-Alpy-Lazurowe Wybrzeże, w departamencie Alpy Górnej Prowansji.

## Demografia
Według danych na rok 1990 gminę zamieszkiwały 342 osoby, a gęstość zaludnienia wynosiła 31 osób/km². W styczniu 2015 r. Pierrerue zamieszkiwały 543 osoby, przy gęstości zaludnienia wynoszącej 49,2 osób/km².